# Unknown Rivers
Unknown Rivers ist ein Jazzalbum des Luke Stewart’s Silt Trio. Die 2023 im Studio in Baltimore und live in Detroit entstandenen Aufnahmen erschienen am 3. Mai 2024 auf Pi Recordings.

## Hintergrund
Der Bassist Luke Stewart, bekannt für die Leitung und Co-Leitung renommierter Ensembles wie Irreversible Entanglements und Blacks’ Myths, arbeitete zunächst in einem kollaborativen Trio mit dem Saxophonisten Brian Settles und dem Schlagzeuger Warren „Trae“ Crudup III, das 2018 das Album No Trespassing einspielte. Mit Crudup hatte Stewart bereits im Trio von James Brandon Lewis zusammengearbeitet (er wohnte zeitweise mit ihm zusammen). Settles war Stewart seit seinen ersten Jamsessions in Washington, D.C., bekannt.
Schlagzeuger Chad Taylor kam ins Spiel, als Stewart die Möglichkeit hatte, mit ihm im Kulturzentrum Pioneer Works in Red Hook, Brooklyn, zu arbeiten. Mit Settles und Taylor gründete er dann sein Silt Trio, mit dem er 2022 The Bottom auf Cuneiform Records veröffentlichte. Unknown Rivers, sein Debüt bei dem Label Pi Recordings, ist das zweite Album seines Silt Trios;  dort arbeitete er abwechselnd mit beiden Schlagzeugern, mit Crudup bei dem Studio-Material und mit Taylor bei den live eingespielten Stücken.

## Titelliste
- Luke Stewart’s Silt Trio, Unknown Rivers (Pi Recordings PI101)[3]

1. Seek Whence 5:33
2. Baba Doo Way 5:41
3. You See? 7:49
4. The Slip 4:41
5. Amilcar 8:21
6. Dudu 12:50
7. Unknown Rivers 4:30

Die Kompositionen stammen von Luke Stewart.
Die Tracks 1–4, wurden im Tempo House, Baltimore von Craig Bowen aufgenommen; die Tracks 5–7 wurden live im Trinosophes, Detroit von Joel Peterson aufgenommen.

## Rezeption

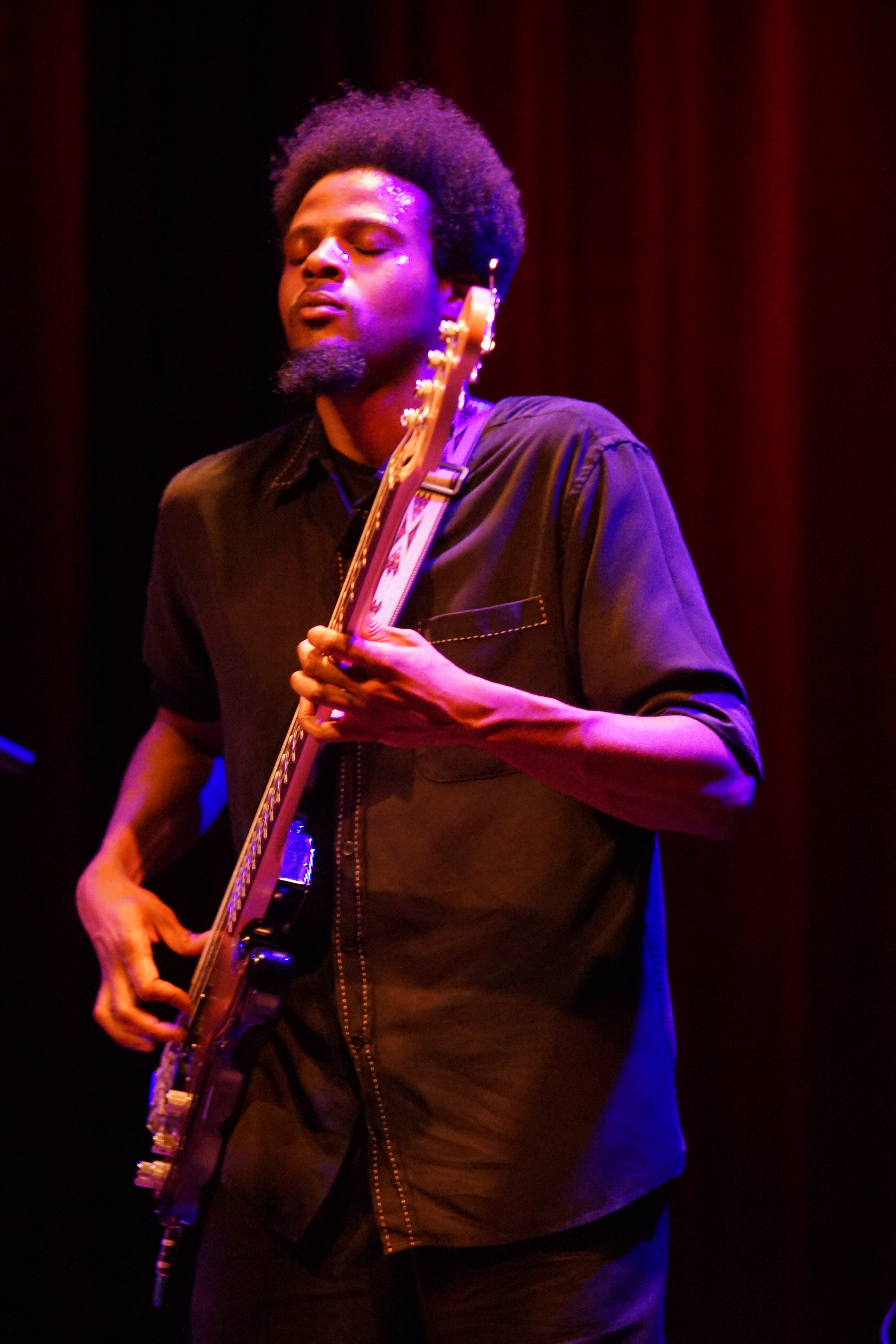
Luke Stewart am E-Bass mit dem James Brandon Lewis Trio (2007)

Dieser Mann sei gegenwärtig in ständiger Bewegung, schrieb Phil Freeman (Stereogum/Ugly Beauty), und zwischen seinen Aufnahmen, seinen Auftritten und seiner Organisation von Musikveranstaltungen in New York und Washington, D.C. würde er sich zu einer ebenso entscheidenden Figur wie William Parker entwickeln. „Seek Whence“, das Eröffnungsstück, sei ein funkiger Vamp, auf dem der Saxophonist tiefe Einzeltöne ausspucke und schließlich in eine fast romantische Meditation übergehe, während Stewart und Crudup sich tief in den Groove hinter ihm begeben würden. „Dieses gefühlvolle, introspektive und leidenschaftliche Album ist es wert, dass man sich damit beschäftigt.“
Luke Stewart habe seit 2017 einen rasanten Aufstieg zur Berühmtheit erlebt, in Ensembles wie Irreversible Entanglements, Heroes Are Gang Leaders und seinen eigenen Ensembles, ganz zu schweigen von einer Vielzahl anderer Projekte im Raum Washington, D.C., die über die Grenzen des Jazz hinaus gut ankamen, schrieb Troy Dostert in All About Jazz. Auf seinem Weg wurde er von einer Reihe von Labels unterstützt, darunter Astral Spirits, International Anthem und Impulse. Jetzt, da er bei Pi Recordings sein neuestes Projekt Unknown Rivers aufgenommen habe, könne man davon ausgehen, dass seine Bekanntheit noch größer werden dürfte.
Unabhängig von der jeweiligen Besetzung würden beide Gruppen Stewart reichlich Gelegenheit bieten, seine flüssige Melodik und seine sehnigen Ostinatos zur Geltung zu bringen, zusammen mit der rhythmischen Flexibilität, die es ihm ermögliche, sich sofort an die Manöver seiner Partner anzupassen, meinte Dostert weiter. Die ersten vier Stücke hätten nicht ganz die belebende Wirkung des Livemitschnitts, machten dies aber durch die Nuancen der engen Interaktion der Musiker wett, die im Studio besser hörbar sind. Obwohl es immer schwieriger geworden sei, mit Stewarts herausragendem Schaffen Schritt zu halten, mache Unknown Rivers deutlich, wie wichtig und wie angenehm es sei, dies zu tun.
Matt Micucci (Jazziz) zählte Unknown Rivers zu den zehn besten Veröffentlichungen des Monats. Auf dem Album würden die zwei verschiedenen Gruppen einen größeren Wert auf rhythmische Schärfe legen und dabei auf die unterschiedlichen Ansätze der sich abwechselnden Schlagzeuger zurückgreifen.
Das Album gelangte im Juli 2024 auf #34 bei dem von Tom Hull erhobenen Mid-Year Jazz Critics Poll.